# 懷特奧克斯 (新墨西哥州)
懷特奧克斯（英語：White Oaks）是位於美國新墨西哥州林肯縣的鬼鎮。

## 歷史
懷特奧克斯的郵局於1880年設立，其後於1954年停運。

## 地理
懷特奧克斯所處的海拔為高於海平面1929米（即6329英呎），而該地所採用的時區為UTC-7，即北美山地时区（MST）。同時該地設有夏令時間，為UTC-7調快一小時，即UTC-6（MDT）。